# Michi Goto
Michi Goto (後藤 三知 Goto Michi?), född 27 juli 1990, är en japansk fotbollsspelare som spelar för Real Sociedad.
Michi Goto spelade 7 landskamper för det japanska landslaget. Hon deltog bland annat i Asiatiska mästerskapet i fotboll för damer 2014.